# Rock'n'Freud
Rock'n'Freud je šesté studiové album české hudební skupiny Insania, které vyšlo 1. března 2007.

## Podrobnosti
Jde o první album kapely, které je nazpívané kompletně v češtině.
Název alba vznikl tím, že textař Poly postavil jeho písně na citátech rakouského psychologa Sigmunda Freuda.
Booklet alba obsahuje, kromě českých textů, částečně také jejich anglické překlady.

## Přijetí
Kritiky na album byly velmi pozitivní. Oceňována byla originalita, ponurá atmosféra, klávesové plochy, melodičnost a texty. Naopak vytýkán byl především zvuk, případně nevýraznost některých skladeb.
Album získalo cenu hudební akademie Anděl 2007 v kategorii „Hard & heavy“.

## Videoklipy
Videoklipy byly natočeny k písním „Je mrtvá“  a „Večer, kdy Freud zpíval basem“ . 

## Seznam skladeb
Autor textů Petr „Poly“ Pálenský, autor hudby Insania.
| Pořadí         | Název                         | Autor          | Délka |
| -------------- | ----------------------------- | -------------- | ----- |
| 1.             | Disneyland vyděděnců          |                | 4:06  |
| 2.             | A budiž tma!                  |                | 3:04  |
| 3.             | Je mrtvá                      |                | 2:37  |
| 4.             | Sin Is In                     |                | 3:15  |
| 5.             | Večer, kdy Freud zpíval basem |                | 2:43  |
| 6.             | Tenhle vesmír je jen náš      |                | 4:52  |
| 7.             | Kakofonie ohně                |                | 3:39  |
| 8.             | Noční motýl                   |                | 5:11  |
| 9.             | Vše pod sluncem je rituál     |                | 4:03  |
| 10.            | Pochod podsvětím              |                | 3:23  |
| 11.            | Velký "NE"                    |                | 3:14  |
| 12.            | Kážem vodu pijem krev         |                | 3:28  |
| Celková délka: | Celková délka:                | Celková délka: | 43:40 |

### Datová stopa
| Pořadí | Název                                                                | Délka |
| ------ | -------------------------------------------------------------------- | ----- |
| 13.    | It's Easy To Fall In Hate - videoklip                                | 3:21  |
| 14.    | Videoreport z natáčení alba Rock'n'Freud                             | 6:15  |
| 15.    | U.R.DEAD (živá verze z roku 2004, křest alba OUT, Fléda, Brno)       | 3:17  |
| 16.    | Zimní varování (živá verze z roku 2004, křest alba OUT, Fléda, Brno) | 3:48  |

## Obsazení

### Kapela
- Petr „Poly“ Pálenský – zpěv, kytara
- Petr „Tudy“ Holubář – klávesy
- Radovan „Klíma“ Kříž – baskytara
- Rostislav „BlackDrum“ Mozga – bicí

### Hosté
- Maria Rosse - spolupráce na klávesových linkách

### Produkce
- Aleš Krchňák, Blanka Krchňáková, Calvera, Radovan „Klíma“ Kříž  - fotografie
- Martin Jedlička, studio Černá a fialová - booklet
- František Musel - nahrávání
- Miloš Dodo Doležal - mix, mastering